# Эпос о Гильгамеше
«Э́пос о Гильгаме́ше», или поэма «О всё видавшем» (аккад. ša nagba imuru) — одно из старейших сохранившихся литературных произведений в мире, самое крупное произведение, написанное клинописью, одно из величайших произведений литературы Древнего Востока. «Эпос» создавался на аккадском языке на основании шумерских сказаний на протяжении полутора тысяч лет, начиная с XVIII—XVII веков до н. э. Его наиболее полная версия обнаружена в середине XIX века при раскопках клинописной библиотеки царя Ашшурбанипала в Ниневии. Она записана на 12 шестиколонных табличках мелкой клинописью, включает около 3 тысяч стихов и датирована VII веком до н. э. Также в XX веке найдены фрагменты других версий эпоса, в том числе и на хурритском и хеттском языках.
Главными героями эпоса являются Гильгамеш и Энкиду, о ком также дошли отдельные песни на шумерском языке, некоторые из них созданы ещё в конце первой половины III тысячелетия до н. э. У героев был один и тот же противник — Хумбаба (Хувава), охраняющий священные кедры. За их подвигами следят боги, которые в шумерских песнях носят шумерские имена, а в эпосе о Гильгамеше — аккадские. Однако в шумерских песнях отсутствует связующий стержень, найденный аккадским поэтом. Сила характера аккадского Гильгамеша, величие его души — не во внешних проявлениях, а в отношениях с человеком Энкиду. «Эпос о Гильгамеше» — это гимн дружбе, которая не просто способствует преодолению внешних препятствий, но преображает, облагораживает.
Также в эпосе отражены многие взгляды философии того времени на окружающий мир (элементы космогонии, история о «Большом потопе» в поздней редакции), этику, место и судьбу человека (поиски бессмертия). Во многом «Эпос о Гильгамеше» сравнивают с произведениями Гомера — «Илиадой», которой он старше на тысячу лет, и «Одиссеей».

## История находки «Эпоса»
В 1849 году английский археолог Остин Генри Лейард в результате раскопок обнаружил ассирийский город Ниневию. Во время дальнейших раскопок в городе была найдена клинописная библиотека царя Ашшурбанипала. Клинописные таблички из этой библиотеки ассистент Лейарда, Ормузд Расам, раскопавший в 1852 году вторую часть библиотеки, передал в Британский музей.
Позже исследованиями найденных табличек занимался талантливый самоучка, ассистент египетско-ассирийского отделения музея Джордж Смит. 3 декабря 1872 года он выступил с докладом в «Обществе библейской археологии». В докладе он заявил, что обнаружил миф о потопе, сходный с изложенным в Библии. Это сообщение вызвало сенсацию и всеобщий интерес. Газета «Дейли телеграф» даже пообещала 1000 фунтов тому, кто найдёт отсутствующие фрагменты сказания. Джордж Смит воспользовался этим и отправился в Месопотамию.
Продолжая дешифровку табличек, Смит обнаружил, что сообщение о потопе является частью какой-то большой поэмы, называемой вавилонянами «Сказаниями о Гильгамеше». По утверждениям писцов, «Сказания» состояли из 12 песен, каждая из которых составляла около 300 строк. Вскоре он понял, что части рассказа не хватает, поскольку несколько табличек отсутствуют. В результате организованной им в 1873 году экспедиции удалось найти 384 таблички, среди которых оказалась и недостающая часть «Эпоса».
В начале и середине XX века был найден ряд других табличек, содержащих фрагменты «Эпоса» на разных языках.
В 2015 году знаменитый эпос расширился ещё на 20 новых строк. Это произошло после того, как сотрудники музея истории Ирака купили у контрабандиста, не подозревавшего об их истинном содержании, несколько десятков глиняных табличек. Как оказалось позже, на одной из табличек был зафиксирован неизвестный до этого момента фрагмент эпоса.

## Описание «Эпоса»

### Ранние сказания о Гильгамеше
«Эпос о Гильгамеше» создавался на протяжении полутора тысяч лет. До нашего времени дошли клинописные таблички, в которых песни о Гильгамеше, являющиеся частью «Эпоса», записаны на четырёх языках Древнего Востока — шумерском, аккадском, хурритском и хеттском. Древнейшие из текстов написаны на шумерском языке. При этом наиболее важной считается версия на аккадском языке, являющаяся огромным художественным достижением.
С. Лэнгдон в 1932 году в работе «Шумерский эпос о Гильгамеше» высказал предположение о существовании шумерского эпоса о Гильгамеше. С. Крамер также считал, что все шумерские песни были соединены между собой. Однако И. М. Дьяконов предполагал, что каждая песня о Гильгамеше является самостоятельным произведением.
Сохранившиеся шумерские сказания о Гильгамеше не объединены в какую-то группу произведений. Всего их сохранилось девять, и все они относятся к категории эпических памятников. Три сказания известны только по пересказам, остальные шесть сохранились и были изданы.
Ранние сказания относятся к так называемому Ниппурскому канону, бывшему частью аккадо-шумерского эпоса. Изначально их протографы, вероятно, являлись частью цикла, повествующего о правителях города Урук из Первой династии Урука. Кроме эпоса о Гильгамеше, бывшим пятым правителем Урука, до нашего времени дошли сказания об Энмеркаре, втором правителе Урука, и Лугальбанде, четвёртом правителе и отце Гильгамеша.
Аккадо-шумерские сказания, связанные с Гильгамешем, сохранились в списках, датированных началом II тысячелетия до н. э. (около XVIII века до н. э.), но, на основании многочисленных описок и неточностей писцов и характера языка, выглядевшего архаичным для этого времени, исследователи считают, что поэма была создана значительно раньше. С учётом того, что поэма, судя по всему, была создана до установления царями Ура единства божественного пантеона, а также на основании данных о распространении аккадского языка на юге Месопотамии, создание поэмы относят к XXIII—XXI векам до н. э.
В настоящее время известны следующие сказания:
- Гильгамеш и Агга — повествует о конфликте Акки, царя Киша, с Гильгамешем. В отличие от других произведений о Гильгамеше, царь не наделяется волшебно-сказочными чертами. Данная поэма не была включена в «Эпос о Гильгамеше»[10][12][13].
- Гильгамеш и Гора Бессмертного (Гильгамеш и Страна живых, Гильгамеш и Гора живых, Гильгамеш и Хувава) — повествует о походе Гильгамеша к исполину Хуваве, который защищал священные кедры[10][13].
- Гильгамеш и Небесный Бык — описываются любовь к Гильгамешу отвергнутой им богини Иннин (Иштар) и битва Гильгамеша и его друга Энкиду с небесным быком, посланным разгневанной богиней. Конец поэмы не сохранился[10][13].
- Гильгамеш и Подземный мир (Гильгамеш, Энкиду и подземное царство, Гильгамеш и ива) — повествует о том, как Гильгамеш по просьбе богини Иннин изгнал из ивы поселившихся там львиноголового орла и лилит, после чего сделал для богини из дерева кресло и ложе, а для себя — барабан и палочку (по новейшему толкованию — деревянные мяч и биту для игры[14]). Позже барабан провалился в преисподнюю, а отправившийся за ним Энкиду не смог вернуться, так как нарушил несколько запретов. Только после просьбы Гильгамеша боги позволили ему пообщаться с духом Энкиду[10][13].
- Смерть Гильгамеша — описывает, как Гильгамеш ищет бессмертие, но узнаёт, что оно недостижимо. Поэма сохранилась только во фрагментах[13].
- Потоп — содержит рассказ о сотворении человека, возникновении царской власти, потопе, а также о том, как царь Зиусудра спасся от потопа, построив корабль, и стал бессмертным. Конец таблички был разрушен[15].

Никто уже не помнил о Гильгамеше как об историческом лице, когда создавались эти сказания. Написанные в жанре эпической поэмы, они примитивны по содержанию и архаичны по форме, чем сильно отличаются от аккадской поэмы о Гильгамеше, которая была создана ненамного позже.

### Создание «Эпоса»
По мнению некоторых исследователей «Эпоса», первые песни о Гильгамеше были созданы ещё в конце первой половины III тысячелетия до н. э. Первые дошедшие до нашего времени таблички были созданы на 800 лет позже. Примерно к этому времени относят и создание аккадской версии поэмы, которая, вероятно, окончательно сложилась в последней трети III тысячелетия до н. э. Во втором тысячелетии до н. э. в Палестине и Малой Азии была создана другая версия аккадской поэмы — «периферийная». К этому же времени относят и перевод «Эпоса» на хурритский и хеттский языки. От конца второго тысячелетия и до VII—VI веков до н. э. был создан окончательный вариант «Эпоса» — «ниневийский», который и был найден в библиотеке Ашшурбанипала.
В основу «Эпоса» были положены как мифологические мотивы, основанные на религиозных верованиях шумеров, так и исторические легенды. Гильгамеш был исторической личностью — лугалем шумерского города Урука около 2800—2700 годов до н. э. Его имя, которое на шумерском языке условно передаётся как «Бильгамес» (Bil-ga-mes), упоминается в шумерской табличке со списком шумерских правителей, датированной началом II тысячелетия до н. э. Однако достаточно рано Гильгамеш стал обожествляться. С XVIII века до н. э. его имя в форме «Бильгемес» или «Бильгамес» упоминается среди шумерских божеств. Вокруг него возникли многочисленные легенды, в которых он представлялся божественным героем, сыном богини Нинсун и героя Лугальбанды (по другой версии — духа «лилу́»). Позже имя Гильгамеша стало очень популярно в Вавилонии, Хеттском царстве и Ассирии, с ним связывался образ героя, борющегося со зверями, его спутником являлся герой полубык-получеловек. Позже считалось, что Гильгамеш — божество, защищающее людей от демонов, судья загробного мира. Его изображения помещали у входа в дом, поскольку считалось, что таким образом жильё защищалось от злых духов. В то же время в официальном культе Гильгамеш какой-то особой роли не играл.

### Сюжет
Главными героями «Эпоса» являются полубог Гильгамеш — могучий воин, царь Урука, а также Энкиду — дикий человек, которого богиня Аруру создала из глины. Богиня создала Энкиду в ответ на просьбы жителей Урука, недовольных их правителем — Гильгамешем, которого они обвиняют в том, что буйство его не знает предела. Энкиду должен противостоять Гильгамешу, а возможно, и победить его.
Энкиду с цивилизованной жизнью не знаком, живёт в степи среди диких животных и не подозревает о том, для чего он создан. При этом у Гильгамеша возникают видения, из которых он понимает, что ему суждено найти друга.
Однажды в Урук пришло известие о том, что в степи появился какой-то могучий человек, который не даёт охотиться, защищая животных. Гильгамеш решает послать к нему блудницу Шамхат, считая, что это заставит Энкиду покинуть зверей. Цели своей он добился — Энкиду был соблазнён, после чего Шамхат забирает его с собой в город, где он приобщается к цивилизации и впервые вкушает хлеб и вино.
В городе Энкиду встречается с Гильгамешем. Между ними происходит поединок, но победить никому из них не удаётся. После этого они становятся друзьями и вдвоём начинают совершать подвиги. Они сражаются со свирепым Хумбабой, который охраняет горные кедры, затем их соперником становится чудовищный бык Гугаланна, посланный богиней Иштар, разъярённой на Гильгамеша за его отказ стать её возлюбленным. Убийство Гугаланны вызывает гнев богов, который обрушивается на Энкиду, в результате чего тот умирает.
Смерть Энкиду потрясла Гильгамеша, от горя он бежит в пустыню, тоскует по другу, его отчаяние огромно. Гильгамеш в первый раз понимает, что он смертен, и осознаёт, что смерть — это судьба всех людей.
В результате своих скитаний Гильгамеш оказывается на острове блаженных, где живёт Утнапиштим — человек, который единственный из всех стал бессмертным. Гильгамеш желает понять, как это удалось Утнапиштиму, который рассказывает об истории всемирного потопа, после которого он оказался единственным выжившим. После этого Утнапиштим говорит Гильгамешу, что ради него вторично совет богов не станет собираться. Далее он предлагает Гильгамешу найти способ побороть сон, однако это оказывается неисполнимым.
Жена Утнапиштима, пожалевшая героя, уговорила мужа сделать ему на прощание подарок. Гильгамеш получает знание о цветке вечной молодости, который очень тяжело найти. Гильгамешу удалось найти, но не отведать цветок: когда он решил искупаться, змея съедает цветок, сбрасывает кожу и становится молодой.
После произошедшего герой возвратился в Урук, где предложил своему кормчему Уршанаби прогуляться с ним по стенам города, которые были построены самим Гильгамешем. Гильгамеш показывает стены и высказывает надежду, что потомки будут помнить о его деяниях.
XII песня имеет гораздо более раннее происхождение (примерно XXVIII век до н. э.), была механически присоединена к «Эпосу» и является дословным переводом на аккадский язык четвёртой части шумерской поэмы «Гильгамеш и Подземный мир». Она повествует о том, как Энкиду решает спуститься в подземный мир, чтобы вернуть барабан, но при этом нарушает магические запреты и не может вернуться обратно. Гильгамеш обращается с просьбой к богам, и в результате ему было позволено пообщаться с духом Энкиду, рассказавшим, как безрадостна судьба мёртвых. Данная часть, несмотря на то, что она не увязана с предыдущим сюжетом, позволила подчеркнуть мысль о том, что смерти никому избежать не удастся.

### Структура и варианты «Эпоса»

#### «Старовавилонская» версия
До нашего времени дошло 3 различных варианта «Эпоса о Гильгамеше» на аккадском языке. Старейшим из них является так называемая «старовавилонская» версия. Она сохранилась в 6 отрывках на табличках, датируемых XVIII—XVII веками до н. э.
- Пенсильванская таблица. Соответствует I и II песням из позднейшей версии «Эпоса». Опубликована Стивеном Лэнгдоном[англ.].
- Йельская таблица. Соответствует II и III песням из позднейшей версии «Эпоса». Возможно, она восходит к тому же списку, что и «Пенсильванская таблица». Опубликована Моррисом Ястровым и Альбертом Клеем[англ.].
- Первый фрагмент из Телль-Хармаля. Соответствует IV песне из позднейшей версии «Эпоса». Опубликована Ван Дейком.
- Второй фрагмент из Телль-Хармаля.
- Таблица Бауэра. Соответствует V песне из позднейшей версии «Эпоса».
- Таблица Мейснера. Соответствует X (и, возможно, VIII) песне из позднейшей версии «Эпоса».

Данные таблички не относятся к одному и тому же месту «Эпоса», из-за чего нет полной уверенности в том, что они все восходят к одному и тому же списку «Эпоса». Однако при этом у них есть схожесть стиля и языка. Почерк во всех табличках беглый и плохо разбирается, их язык труден для понимания. Кроме того, большинство из табличек плохо сохранились — только от «Пенсильванской таблицы» осталось 4/5 текста. Кроме того, только «Пенсильванская», «Йельская таблицы», а также «Таблица Мейснера» содержат текст, который есть в позднейшей версии. Остальной текст в позднейшей версии не сохранился.

#### «Периферийная» версия
Эта версия поэмы дошла до нашего времени на небольшом фрагменте, который был найден на раскопках в городище Богазкёй, бывшем в своё время столицей Хеттского царства. Данный фрагмент содержит несколько песен, соответствующих VI и VII песням позднейшей версии «Эпоса», однако они изложены короче. Также был найден другой фрагмент на месте древнего города Мегиддо в Палестине, который соответствует VII песне позднейшей версии «Эпоса». Оба фрагмента датируют XV—XIV веками до н. э.
К «периферийной» версии относят также хеттский и хурритский переводы «Эпоса». От них до нашего времени дошло несколько фрагментов, соответствующих I, V и X песням позднейшей версии «Эпоса». Эти фрагменты датированы XIV веком до н. э.

#### «Ниневийская» версия
Данная версия получила своё название по месту находки. Иногда её также называют «ассирийской». Для данной версии исследователи выделяют 4 группы списков.
- Фрагменты, найденные при раскопках города Ашшура. Они содержат хорошо сохранившийся текст VI песни. Эти фрагменты датированы XIII—XII веками до н. э.
- Более сотни фрагментов, найденных при раскопках библиотеки Ашшурбанипала в Ниневии. В них содержатся фрагменты всех песен, причём тексты песен I, VI, XI и XII сохранились полностью и имеют только незначительные повреждения. 8 фрагментов на настоящее время не опубликованы. Все фрагменты датированы VII веком до н. э.
- Ученическая копия, найденная при раскопках городища Султан-Тепе (Северная Месопотамия). Содержит фрагменты VII и VIII песен. Датирована VII веком до н. э.
- Фрагменты, найденные при раскопках города Урука. Ориентировочно датированы VI веком до н. э.

По сравнению со «старовавилонской» версией, в «ниневийской» присутствует вступление, по первому стиху которого и появилось новое название поэмы — «О всё видавшем». Кроме того, вероятно, у поэмы появилось и заключение.
Первоначально «ниневийская» версия заканчивалась XI песней, окончание которой было заключением поэмы. Однако позже к ней была механически присоединена XII песня, которая имеет более раннее происхождение. Она является дословным переводом на аккадский язык шумерской поэмы «Гильгамеш и Подземный мир».

#### Различия версий
«Старовавилонская» и «ниневийская» версии в целом схожи между собой. Их текст во многом совпадает. Главные различия заключаются в замене ряда слов (в основном устаревшие слова заменяются более современными синонимами), а также в расширении или сокращении текста песен. Расширение происходило либо за счёт умножения эпических формул (причём некоторые заимствовались из других произведений), либо за счёт повторов. Также в ряде случаев происходила перестановка некоторых кусков текста.
«Периферийная» версия существенно отличается от двух других — она короче. По сути, она представляет не просто перевод «старовавилонской» версии, а полную её переработку. В ней присутствуют сокращения — вероятно, в ней отсутствуют эпизоды, которые имели специфическое для Вавилона значение (например, эпизоды, происходившие до появления Энкиду в Уруке, беседы со старейшинами и т. п.). Кроме того, из неё были изъяты моменты, неприемлемые с религиозной точки зрения (в частности, посрамление богини Иштар). В результате «периферийная» версия фактически представляет собой новую поэму про Гильгамеша.

#### Состав и развитие поэмы
Наиболее полная версия «Эпоса» записана на 12 шестиколонных табличках мелкой клинописью и включает около 3 тысяч стихов. В современных переводах текста поэмы принято делить её на 12 частей, каждая из которой обозначается римской цифрой (от I до XII). Каждая часть, называемая таблицей или песней, соответствует отдельной табличке в «ниневийской» версии.
Подобное деление изначально проводилось механически — когда не оставалось места на одной табличке, начиналась новая. Однако в «ниневийской» версии деление на таблицы более стройное, на каждой из таблиц записана отдельная песня:
| Таблица | Песня                                           |
| ------- | ----------------------------------------------- |
| I       | Буйство Гильгамеша и создание Энкиду            |
| II      | Приход Энкиду в Урук и дружба героев            |
| III     | Приготовления к походу против Хумбабы           |
| IV      | Поход против Хумбабы                            |
| V       | Битва с Хумбабой                                |
| VI      | Иштар и Гильгамеш. Борьба с небесным быком      |
| VII     | Болезнь и смерть Энкиду                         |
| VIII    | Оплакивание и похороны Энкиду                   |
| IX      | Странствие Гильгамеша до берега Мирового Океана |
| X       | Переправа Гильгамеша через Океан                |
| XI      | Гильгамеш на острове Утнапишти. Возвращение     |
| XII     | Вызов духа Энкиду из преисподней                |

В составе поэмы можно выделить 4 песни, которые, по предположению некоторых исследователей, первоначально были самостоятельными:
- «Энкидиада», которая повествует о герое-дикаре Энкиду, а также о том, как он был приобщён к культуре;
- поход против Хумбабы (Хувавы);
- эпизод с Иштар, прототипом которой была шумерская богиня Инанна, а также бой с быком;
- путешествие Гильгамеша в попытке обрести бессмертие.

В настоящее время известны прототипы песен о походе против Хумбабы и о бое с быком, написанные на шумерском языке. Однако при создании «Эпоса» эти песни не могли быть механически соединены, поскольку связь между ними с точки зрения идеи и композиции хорошо продумана и имеет глубокий философский смысл. При этом ряд песен о Гильгамеше, которые автор «Эпоса», вероятно, посчитал неподходящими для своих целей, включены не были. Так не была использована песня о Гильгамеше и Агге.
Кроме песен из героического эпоса при создании поэмы использовался и мифологический эпос. В частности, использовался текст из поэмы «Хождение Иштар в преисподнюю».

## Исследования и переводы «Эпоса»
Литературные произведения Двуречья изучаются в основном двумя группами специалистов:
- ассирологами и шумерологами, которые своё основное внимание сосредоточивают на филологической интерпретации произведений;
- литературоведами и фольклористами, которые интерпретируют переводы и изложения литературных памятников[26].

Начало исследованию «Эпоса» было положено Джорджем Смитом, первооткрывателем «Эпоса». Именно он первым высказал предположение, что первоначально «Эпос» был создан на шумерском языке в Уруке. В 1884—1891 годах все известные к тому времени фрагменты с «Эпосом» были изданы американским исследователем Паулем Хауптом.
После находки «Эпоса» начались исследования текста. Основы для этого заложил Петер Иенсен, выпустивший фундаментальное издание транскрипций и переводов ассиро-вавилонских мифов и эпических текстов. В дальнейшем за три четверти века более сотни фрагментов были расположены в правильном порядке, а также уточнялся перевод сохранившихся отрывков.
В 1930 году Р. Кэмпбелл-Томпсон предпринял новое издание прорисовок фрагментов «Эпоса», известных к тому времени. В дальнейшем было найдено много других фрагментов, а также опубликован ряд шумерских прототипов «Эпоса».
Исследование «Эпоса» продолжается и в настоящее время, он переведён на многие языки, включая русский. В 1958 году в Париже была организована международная конференция, посвящённая его исследованию. В 2003 году британский исследователь Эндрю Джордж выпустил двухтомное научное издание «Эпоса», содержащее перевод найденных позже фрагментов, а за несколько лет до этого — популярное издание с аккадской и старовавилонской версиями, в которое включил также связанные с Гильгамешем шумерские прототипы, к которому был приложен клинописный текст.
В 1938 году был опубликован перевод «Эпоса» на немецкий язык, выполненный А. Шоттом. Этот перевод был в 1958 году переработан В. фон Зодено. Он считался классическим для немецкой ассириологии, но устарел, и в 2005 году был выпущен новый перевод, выполненный ассириологом Штефаном Маулем и получивший высокую оценку у других ассирологов. В 2009 году был выпущен ещё один перевод «Эпоса» на немецкий язык, сделанный Вольфгангом Рёллигом.
Многие переводчики пытались переложить оригинальный текст поэмы на европейские языки, сохраняя её стихотворную форму. Эти попытки не прекращаются и по сей день. Существуют переводы на немецкий, французский, английский, голландский, датский, финский, шведский, чешский, итальянский, иврит, грузинский, армянский и русский языки. Из последних работ можно отметить комментированный перевод на французский язык востоковеда Жана Боттеро (1992) и перевод, выполненный профессорами Р. Ж. Турне и А. Шаффером.
Над сим Гильгамешем трудились

Три мастера, равных друг другу,

Был первым Син-Лики-Унинни,

Вторым был Владимир Шилейко,

Михаил Леонидыч Лозинский

Был третьим. А я, недостойный,

Один на обложку попал.
На русский язык «Эпос» был впервые переведён поэтом Николаем Гумилёвым в 1918 году. За основу он взял незадолго до этого вышедший французский перевод «Эпоса», выполненный французским востоковедом Э. Дормом. При этом Гумилёва консультировал специалист по шумерским и ассирийским текстам Владимир Шилейко, который написал введение к переводу, опубликованному в 1919 году. Как и перевод Дорма, перевод Гумилёва грешит ошибками. Кроме того, Гумилёв дополнил перевод отрывками собственного сочинения.
Следующий перевод на русский язык сделал сам Шилейко. Будучи знатоком аккадского языка и аккадской культуры, он исследовал разные темы, связанные с Гильгамешем. В 1919 году он, как и Джордж Смит, высказал предположение, что у «Эпоса о Гильгамеше», который к тому времени был известен только на аккадском языке, должен быть шумерский прототип, но эта гипотеза подтвердилась только после его смерти. Свой перевод «Эпоса» Шилейко закончил в 1920 году. Шилейко уделил внимание и стихотворной форме «Эпоса». Для передачи её на русском языке в качестве метра он выбрал дольник, который был введён в русскую поэзию А. Блоком. Перевод должен был быть опубликован в составе тома «Ассиро-вавилонского эпоса» в издательстве «Восточная литература», однако в 1925 году издательство было закрыто, и том так и не вышел в свет, а после смерти автора её рукопись затерялась. В семье Шилейко сохранилась вторая копия рукописи. Отрывки из неё были опубликованы в 1987 году в сборнике В. В. Иванова «Всходы вечности» и в 1994 году в сборнике А. В. Шилейко «Через время». Только в 2007 году В. В. Емельянов опубликовал «Ассиро-вавилонский эпос».
Следующий перевод «Эпоса» на русский язык предпринял в 1961 году востоковед И. М. Дьяконов. В отличие от Гумилёва, Дьяконов делал перевод с аккадского языка. При этом он был знаком и с рукописью перевода Шилейко и также использовал для передачи стихотворной формы в качестве метра дольник. Перевод был снабжён обширным справочным материалом и отличался филологической точностью. Кроме того, Дьяконов разграничил все версии текста, а также указал на сложности реконструкции утраченных и испорченных фрагментов. Этот перевод переиздавался в 1973 и 2006 годах.
Ещё один перевод «Эпоса» на русский язык сделал С. И. Липкин. Если Шилейко и Дьяконов ставили своей целью создание филологически точных переводов с развёрнутым справочным аппаратом, то Липкин старался сделать текст «Эпоса» более современным. В качестве основы для перевода он использовал перевод Дьяконова. Однако Липкин изменил ритм. На основании изучения звуковой структуры «Эпоса» он заменил дольник на трёхсложный метр. Кроме того, в переводе отсутствуют лакуны и условные реконструкции.
В 2012 году была выпущена реконструированная версия русского перевода «Эпоса» в переводе Дьяконова, дополненная по изданию Эндрю Джорджа 2003 года, предпринятая группой сотрудников кафедры истории и филологии древнего Ближнего Востока Института восточных культур и античности РГГУ.

## Культурное влияние «Эпоса»
«Эпос о Гильгамеше» — одна из самых ранних эпических поэм, дошедшая до нашего времени, и самое крупное произведение, записанное клинописью. Именно с шумерских сказаний о Гильгамеше началось развитие стихотворной эпической письменной литературы. «Эпос» представляет огромную ценность с художественной точки зрения. Кроме того, благодаря ему можно проследить развитие вавилонской литературы, а также её взаимосвязь с шумерской литературой. Отголоски сказаний о Гильгамеше встречаются и в более поздних произведениях, в том числе и в раннем средневековье: в IX веке сирийский писатель Теодор бар Конай упоминал «Гелемгоса (Глигмоса)».
Обнаружение «Эпоса» во второй половине XIX века возродило интерес к нему, появились и его переложения на современный язык. В 1986 году на французском языке был опубликован роман «Гильгамеш» канадского писателя Алена Ганьона. «Эпос о Гильгамеше» положен в основу сюжета романа И. В. Масленкова «Сердце рождающего мрак». На эту же тему был поставлен ряд спектаклей: «Гильгамеш» Славяна Вуйовича в Будве (Черногория), «Эпос о Гильгамеше» в Бедфордширском молодёжном театре. Существуют также музыкальные произведения на основе «Эпоса»: «Гильгамеш» Франко Баттиато (Италия), «Эпос о Гильгамеше» Богуслава Мартину (Чехия), «Гильгамеш» Пера Нёргора (Дания). Также существуют музыкальная мистерия «Гильгамеш» Барри Труакса (США), поставленная по либретто У. Маранда, и музыкальная драма «Гильгамеш» Эндрю Ордовера. Кроме того, «Эпосу» посвящено большое количество научной и научно-популярной литературы.
«Эпос о Гильгамеше» послужил основой для ряда литературных произведений. Он взят за одну из основ рассказа «Гигамеш» Станислава Лема, входящего в сборник «Абсолютная пустота» (1971). Гильгамеш является главным героем фантастического цикла американского фантаста Роберта Силверберга, в который входит роман «Царь Гильгамеш» (1984) и 3 повести — «У каждого свой Ад» (англ. Gilgamesh in the Outback, 1986), «Очарование мерзости» (англ. The Fascination of the Abomination, 1987) и «Гильгамеш в Уруке» (англ. Gilgamesh in Uruk, 1988), которые в 1989 году были объединены в роман «К земле живых» (англ. To the Land of the Living).
«Эпос о Гильгамеше» нередко привлекают в качестве сравнительного материала представители психоаналитической, неомифологической и ряда других школ, используя его для иллюстрации своих теоретических построений. В частности, английский исследователь Баура и советский литературовед Е. М. Мелетинский, рассматривавшие проблемы происхождения и развития героического эпоса, использовали «Эпос» в качестве иллюстрации своих теоретических построений.
В 2014 году в честь главных героев эпоса названы два новых вида муравьёв: Tetramorium gilgamesh и Tetramorium enkidu.

## «Эпос о Гильгамеше» иБиблия
Большой интерес исследователей вызывает рассказ о потопе, изложенный в таблице XI «Эпоса» (строки 9—199). В нём Утнапиштим рассказывает Гильгамешу о том, как он оказался единственным выжившим в стихийном бедствии. Впервые литературный перевод этого рассказа был опубликован в декабре 1872 года Джорджем Смитом под названием «Представления халдеев о потопе», и он вызвал огромный интерес не только в Великобритании, но и во всём мире.
В 1914 году Арно Пёбель опубликовал фрагмент шумерской таблички, в котором содержится описание потопа. Судя по всему, именно данный текст является первоисточником рассказа о потопе, который потом был органично связан с «Эпосом».
Многие исследователи обратили внимание на соответствие описания потопа в «Эпосе» со Всемирным потопом, о котором рассказывается в Библии, в результате чего было высказано предположение о том, что описание Всемирного потопа в Библии восходит именно к «Эпосу о Гильгамеше». И эта гипотеза использовалась в качестве одного из аргументов для опровержения богодухновенности Библии.
В то же время с учётом того, что легенды о потопе существуют у многих ближневосточных народов, существует гипотеза о том, что и «Эпос», и Библия заимствовали сведения о потопе из общего источника.
Исследователи находят в Библии и другие параллели с «Эпосом». В частности, существует сходство между историями Энкиду и Шамхат и библейским повествованием об Адаме и Еве. Слова хозяйки богов Сидури Гильгамешу (таблица X) фактически пересказываются в «Книге Экклесиаста» (Еккл. 9:7—10).

## Публикации

### Клинописные тексты, транскрипции с аккадского языка
- Haupt Р. Das babylonische Nimrod-Epos. — Leipzig, 1884—1890. (Без транскрипции).
- Jensen P. Assyrisch-babylonische Mythen und Epen. Keilinschriftliche Bibliothek, VI, 1. — Berlin, 1900. (Без клинописного текста).
- Meissner В. Ein altbabylonisches Fragment des Gilgamosepos. Mitteilungen der Vorderasiatischen Gesellschaft, VII. — Leipzig, 1902.
- Dhorme E. Choix des textes religieux assyro-babyloniens. — Paris, 1907. (Без клинописного текста).
- Langdon S. Tha Epic of Gilgamish. Publications of the Babylonian Section of the University Museum of the University of Pennsylvania, X, 3. — Philadelphia, 1917.
- Ebeling E. Keilschrifttexte aus Assur Religiösen Inhalts. 28—34. Wissenschaftliche Veröffentlichung der Deutschen Orient-Gesellschaft. — Leipzig, 1915—1919.
- Jastrow M., Clay A. An Old Babylonian Version of the Gilgamesh Epic, Yale Orienial Series, Researches, IV, 3. — New Haven, 1920.
- Hrozný В. Keilschrifttexte aus Boghazköy, VI. — Leipzig, 1921.
- Keilschrifturkunden aus Boghazköy, IV. — Berlin, 1922.
- Keilschrifturkunden aus Boghazköy, VIII. — Berlin, 1924.
- Campbell Thompson R. The Epic of Gilgamish. — Oxford, 1930.
- Gurney O. R. Two Fragments, from the Epic of Gilgamesh from Sultan Tepe. Journal of Cuneiform Studies, VIII, 3. — 1954. — P. 87, 39.
- Gurney O. R., Finkelstein J. J. The Sultantepe Tablets, I. — London, 1957. (Без транскрипции).
- Bauer Th. Ein viertes altbabylonisches Fragment des Gilgames-Epos. Jpurnal of Near Eastern Studies, XVI, 4. — 1957. — 254 p.
- Van Dijk J. J. Textes divers du Musée de Baghdad, II. «Sumer», XIII. — 1957. — 65 p.
- Van Dijk J. J. Un songe d'Enkidu. «Sumer», XIV. — 1958. — 114 p.
- Goetze A., Levy S. Fragment of the Gilgamesh Epic from Megiddo, «'Atiqot», II. — 1959. — 121 p.

### Шумерские версии (транскрипции и переводы)
- Kramer S. N. Gilgamesh and the Huluppu-tree / Oriental Institute of Chicago, Assyriological Studies, № 10. — Chicago, 1938.
- Kramer S. N. The Death of Gilgamesh / Bulletin of the American Schools of Oriental Research, 94. — 1944.
- Kramer S. N. Gilgamesh and the Land of the Living / Journal of Cuneiform Studies, I, 1. — 1947.
- Kramer S. N. Gilgames and Agga / American Journal of Archaeiogy, LIII, 1. — 1949.
- Van Dijk J. J. A. Textes divers. Tabulae cuneiformae a F. M. T. de Liagre Böhl collectae, II. — Leiden, 1957.

### Переводы «Эпоса»
- Jensen P. Assyrisch-babylonische Mythen und Epen. «Keilinschriftliche Bibliothek», VI, 1. — Berlin, 1900.
- Dhorme Р. Choix de textes réligieux assyro-babyloniens. — Paris, 1907.
- Gressmann H. Altorientalische Texte zum Alten Testament. — Leipzig, 1909.; 2-е переработанное изд.: Leipzig, 1926. (Перевод Э. Эбелинга).
- Gressmann H., Ungnad A. Das Gilgamesch-Epos. — Gôttingen, 1911. (Перевод А. Унгнада).
- Ungnad A. Die Religion der Babylonier und Assyrer. — Jena, 1921.
- Campbell Thompson R. The Epic of Giigamish. — Oxford, 1928.
- Schott A. Das Gilgamesch-Epos. — Leipzig, 1938.; второе, полностью переработанное В. фон Зоденом издание: Stuttgart, 1958.
- de Liagre Böhl F. M. Th. Het Gilgamesj Epos. Nationaal heldendicht van Babylonia. — Amsterdam, 1941.; 2-е издание: Amsterdam, 1952; 3-е переработанное издание: Amsterdam, 1958 (с обширным комментарием).
- Heidel A. The Gilgamesh Epic and Old Testament Parallels. — Chicago, 1944..
- Pritchard J. B. Ancient Near Eastern Texts relating to the Old Testament. — Princeton, 1950.; 2-е переработанное изд.: Princeton, 1955. (Перевод Э. Α. Спайзера; там же перевод части шумерских поэм о Гильгамеше С. Н. Крамера).
- Matouš L. Epos о Gilgamešovi. — Praha, 1958.
- Furlani G. Miti babilonesi e assiri. — Roma, 1958.
- The Babylonian Gilgamesh Epic: Introduction, Critical Edition, and Cuneiform Texts (англ.) / Andrew George[англ.]. — Oxford University Press, 2003. — Vol. 1. — 986 p. — ISBN 978-0-199-27841-1.
- The Babylonian Gilgamesh Epic: Introduction, Critical Edition, and Cuneiform Texts (англ.) / Andrew George[англ.]. — Oxford University Press, 2003. — Vol. 2. — 986 p. — ISBN 978-0-199-27842-8.

На русском языке
- Гумилев Η. С. Гильгамеш. — Петроград: Изд. Гржебина, 1919. (Перевод-переложение с французского).
- Эпос о Гильгамеше («О все видавшем») / Перевод с аккадского И. М. Дьяконова. — М.—Л.: Издательство Академии наук СССР, 1961. — 221 с. — (Литературные памятники).
- Эпос о Гильгамеше («О все видавшем») // Библиотека всемирной литературы. Том 1. Поэзия и проза Древнего Востока. — М.: Художественная Литература, 1973. — С. 166—220.
- Светлов Р. В. Гильгамеш (рассказ) // Прорицатель. Гильгамеш. Легенда о Тевтобургском лесе. — Авторский сборник. — СПб.: Комплект, 1994. — 403 с. — 7400 экз. — ISBN 5-88596-009-7.
- Эпос о Гильгамеше («О все видавшем») / Перевод с аккадского И. М. Дьяконова. — СПб.: Наука, 2006. — 221 с. — (Литературные памятники). — ISBN 5-02-027018-0. (Репр. изд. 1961 года)
- Гильгамеш / Перевод аккадского эпоса в стихотворном переложении Семёна Липкина. — СПб.: Пушкинский дом, 2001. — 116 с. — ISBN 9785898030766.
- Эпос о Гильгамеше (статьи и фрагменты) // Ассиро-вавилонский эпос / Переводы с шумерского и аккадского языков В. К. Шилейко. Изд. подгот. В. В. Емельянов. Отв. ред. И. М. Стеблин-Каменский. — СПб.: Наука, 2007. — С. 353—400. — (Литературные памятники). — ISBN 978-5-02-026463-2.
- Эпос о Гильгамеше. О все видавшем. — М.: Эксмо, 2005. — 544 с. — (Антология мудрости). — ISBN 978-5-699-10874-9.
- Коган Л. Е., Нуруллин Р. М. Гильгамеш И. М. Дьяконова: попытка реставрации // Вестник древней истории. — 2012. — № 3. — С. 191—232. Архивировано 7 декабря 2014 года.; № 4. — С. 220—263.